# Aldo Fabrizi
Aldo Fabrizi, all'anagrafe Aldo Fabbrizi (Roma, 1º novembre 1905 – Roma, 2 aprile 1990), è stato un attore, regista, sceneggiatore, comico, cabarettista, produttore e poeta italiano.
Attore intenso e versatile, nel corso della sua carriera ha avuto modo di cimentarsi in ruoli sia comici sia drammatici. È stato inoltre, insieme ad Alberto Sordi e Anna Magnani, una personalità essenziale per quanto riguarda la rappresentazione della romanità nel cinema.

## Biografia

### Gioventù
Nacque a Roma, in vicolo delle Grotte 10 (dove ancora oggi esiste una targa commemorativa), il 1º novembre 1905, figlio di Giuseppe Fabbrizi (1879-1916), un vetturino (il cui padre, Ferdinando Fabrizi, originario di San Donato Val di Comino, era morto durante una rissa nel 1885) e di Angela Petrucci (1884-1965), fruttivendola romana di famiglia originaria di Tivoli, che aveva il proprio banco di frutta e verdura a Campo de' Fiori. 
Rimasto all'età di undici anni orfano del padre, il quale morì per una polmonite fulminante contratta cadendo con cavallo e carretto in un fosso dell'Urbe, si trovò costretto ad abbandonare gli studi per contribuire al sostentamento della numerosa famiglia, che comprendeva anche cinque sorelle (tra le quali Elena Fabrizi, nota come Sora Lella), adattandosi a fare i lavori più disparati.

### Esordi
Nonostante le difficoltà, la sua vocazione artistica riuscì a esprimersi pubblicando nel 1928 nelle edizioni della Società poligrafica romana (non si sa se a proprie spese) un volumetto di poesie romanesche intitolato Lucciche ar sole, che riuscì a far recensire sul quotidiano Il Messaggero, e partecipò inoltre alla redazione del giornale dialettale Rugantino; nello stesso periodo cominciò a calcare le scene, prima con la Filodrammatica Tata Giovanni, poi come dicitore in teatro delle sue stesse poesie, come era ancora uso in quegli anni. Nel 1931, a 26 anni, esordì come macchiettista nei piccoli teatri della capitale e in giro per l'Italia, insieme con la compagnia "Reginella", con il nome di Fabrizio, come comico grottesco romano, proponendo caricature di tipi caratteristici romani (come il vetturino, il tranviere e lo sciatore). Divenuto in breve tempo popolare, costituì una propria compagnia, che, nel 1937, vide fra le sue file per breve tempo un giovane Alberto Sordi.

### Anni quaranta

Aldo Fabrizi in Roma città aperta (1945), di Roberto Rossellini

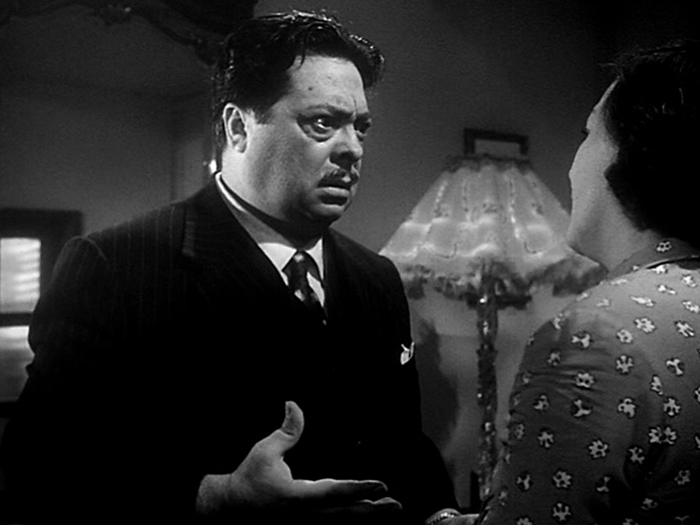
Aldo Fabrizi in Prima comunione (1950), di Alessandro Blasetti

Nel 1942 esordì come attore cinematografico nel film Avanti c'è posto..., diretto da Mario Bonnard al quale seguirono Campo de' fiori (1943) - sempre di Bonnard - e L'ultima carrozzella (1943) di Mario Mattoli, nei quali si limitò a riproporre le macchiette che aveva già interpretato a teatro - rispettivamente quelle del bigliettaio, del pescivendolo e del vetturino - accanto ad Anna Magnani, con la quale avrà un rapporto conflittuale. In queste tre pellicole vi sono discorsi, battute e situazioni tipici di una Roma oramai sparita; anche il dialetto romanesco usato da Fabrizi è, per certi versi, figlio di un modo di parlare ormai desueto in quanto, in tempi successivi più recenti, al dialetto romanesco si è sostituito il romanaccio, ovvero una semplice inflessione nella pronuncia di alcune parole che vengono solo "sbiascicate" (complice la contaminazione ad opera di residenti provenienti da altre regioni). Nel 1945 interpretò Don Morosini nel capolavoro di Rossellini Roma città aperta.  
Si dedicò anche, in maniera saltuaria, al doppiaggio: sue sono le voci di Giuseppe Varni, il bidello della scuola femminile nel film Maddalena... zero in condotta (1940) e di Gino Saltamerenda, il netturbino che aiuta Lamberto Maggiorani e il piccolo Enzo Staiola a cercare la bicicletta rubata, nel mercato di Porta Portese, in Ladri di biciclette (1948), entrambi diretti da Vittorio De Sica.

### Anni cinquanta e sessanta

Aldo Fabrizi con Totò in una scena di Guardie e ladri (1951), di Steno e Monicelli

Per la sua interpretazione nel film Prima comunione (1950) di Alessandro Blasetti, fu premiato con un Nastro d'argento al migliore attore protagonista. Da quel momento interpretò quasi altri settanta film, ottenendo spesso un buon successo, senza disdegnare ruoli drammatici, ma privilegiando sempre ruoli brillanti e comici, nei quali manifestò una naturale carica di burbera ma bonaria umanità che lo accompagnerà durante tutta la sua carriera. Realizzò una serie di film con altri grandi attori del periodo come Totò, con il quale recitò in Guardie e ladri (1951), Una di quelle (1953), I tartassati (1959), Totò, Fabrizi e i giovani d'oggi (1960), Totò contro i quattro (1963), e con Peppino De Filippo, con il quale recitò in Signori, in carrozza! (1951), Accadde al penitenziario (1955) e Guardia, guardia scelta, brigadiere e maresciallo (1956), divenendo uno dei protagonisti della commedia all'italiana.
Con Totò era legato da una profonda stima e amicizia e lui stesso affermò che: "Lavorare con Totò era un piacere, una gioia, un godimento perché oltre ad essere quell'attore che tutti riconosciamo era anche un compagno corretto, un amico fedele e un'anima veramente nobile... Arrivati davanti alla macchina da presa, cominciavamo l'allegro gioco della recitazione prevalentemente estemporanea che per noi era una cosa veramente dilettevole. C'era solamente un inconveniente, che diventando spettatori di noi stessi ci capitava frequentemente di non poter più andare avanti per il troppo ridere".
Lavorò anche con il grande regista del muto Georg Wilhelm Pabst in due film: La voce del silenzio (1953) e Cose da pazzi (1954), dove interpretò quello che, sicuramente, resta il ruolo più particolare della sua carriera: un matto che crede di essere un primario ospedaliero. Tra il 1948 e il 1957 diresse anche nove film, tutti dignitosi, a partire da quello d'esordio, girato in Argentina, Emigrantes (1948), a Benvenuto reverendo! (1950), dalla trilogia sulle avventure della famiglia Passaguai, della quale fu anche produttore per la sua Alfa Film XXXVII, al già citato Una di quelle, dall'episodio Marsina stretta del film collettivo Questa è la vita (1954), un film collettivo con episodi tratti da opere di Luigi Pirandello, a Hanno rubato un tram (1954), girato a Bologna con la fotografia del grande Mario Bava, pure questo riemerso nel 2005 in DVD, fino all'accorato e malinconico Il maestro... (1957), la sua ultima regia.
Sergio Leone affermò che le regie di Fabrizi erano fittizie, in quanto se ne occupò personalmente lasciando la firma all'attore romano.

### Anni settanta e ottanta
A partire dagli anni settanta diradò drasticamente la propria presenza sul grande schermo, recitando in pochissimi altri film, tra i quali spiccano La Tosca (1973) di Luigi Magni e C'eravamo tanto amati (1974) di Ettore Scola, per il quale vinse il suo secondo Nastro d'argento nel 1975 per un ruolo secondario. Il suo ultimo film fu Giovanni Senzapensieri, girato nel 1986.

### Teatro

Aldo Fabrizi nel film C'eravamo tanto amati (1974), di Ettore Scola

Sul palcoscenico del Teatro Sistina, nella stagione 1962-1963, ottenne un grande successo personale interpretando il ruolo del boia papalino Mastro Titta nella commedia musicale Rugantino scritta e diretta da Garinei e Giovannini, Massimo Franciosa e Pasquale Festa Campanile. Il grande trionfo fu completato da una memorabile trasferta negli Stati Uniti, a Broadway, dove lo spettacolo registrò sempre il tutto esaurito. L'ultima sua apparizione teatrale è del 1967, con lo spettacolo Yo-Yo Yè-Ye scritto da Dino Verde e Bruno Broccoli. Ritornerà a interpretare Mastro Titta in Rugantino nell'edizione 1978 della commedia.
Per il Teatro Verdi (Trieste) nel 1970 fu Zanetto Pesamenole (Donna Pasqua) ne Al cavallino bianco con Tony Renis, Sandro Massimini e Graziella Porta nel Teatro Stabile Politeama Rossetti.

### Televisione
In televisione esordì nel 1959, come interprete dello sceneggiato di Leopoldo Cuoco e Gianni Isidori "La voce nel bicchiere", diretto da Anton Giulio Majano. Per molto tempo, preso da impegni cinematografici e teatrali, sarà questo il suo unico lavoro televisivo, fino al 1971, quando ottenne un altro grande trionfo nel varietà del sabato sera Speciale per noi diretto da Antonello Falqui, accanto ad Ave Ninchi, Paolo Panelli e Bice Valori, che è anche l'unica testimonianza visiva rimasta delle sue macchiette teatrali. L'ultima apparizione televisiva avvenne nel corso del G. B. Show, in onda su RaiUno, il 27 agosto 1987, in cui ripropose dal Rugantino "na donna dentro casa è 'n antra cosa".

### La morte
Muore nella sua abitazione a Roma il 2 aprile del 1990, all'età di 84 anni per un'insufficienza cardiaca. I funerali religiosi, ai quali parteciparono gente del quartiere e pochi attori, registi e anche i politici, si celebrarono due giorni dopo nella basilica di San Lorenzo in Damaso a pochissimi passi da Campo de' Fiori; dopo la cerimonia funebre, il feretro fu tumulato in una cappella al cimitero Monumentale del Verano; sull'ingresso della cappella è ben visibile la scritta "Aldo Fabrizi" (con una sola B) mentre all'interno, sulla lapide che copre la bara, oltre alle date di nascita e morte, c'è il suo vero nome "Aldo Fabbrizi" (con due B), ma non è presente l'epitaffio voluto da lui stesso: «Tolto da questo mondo troppo al dente».

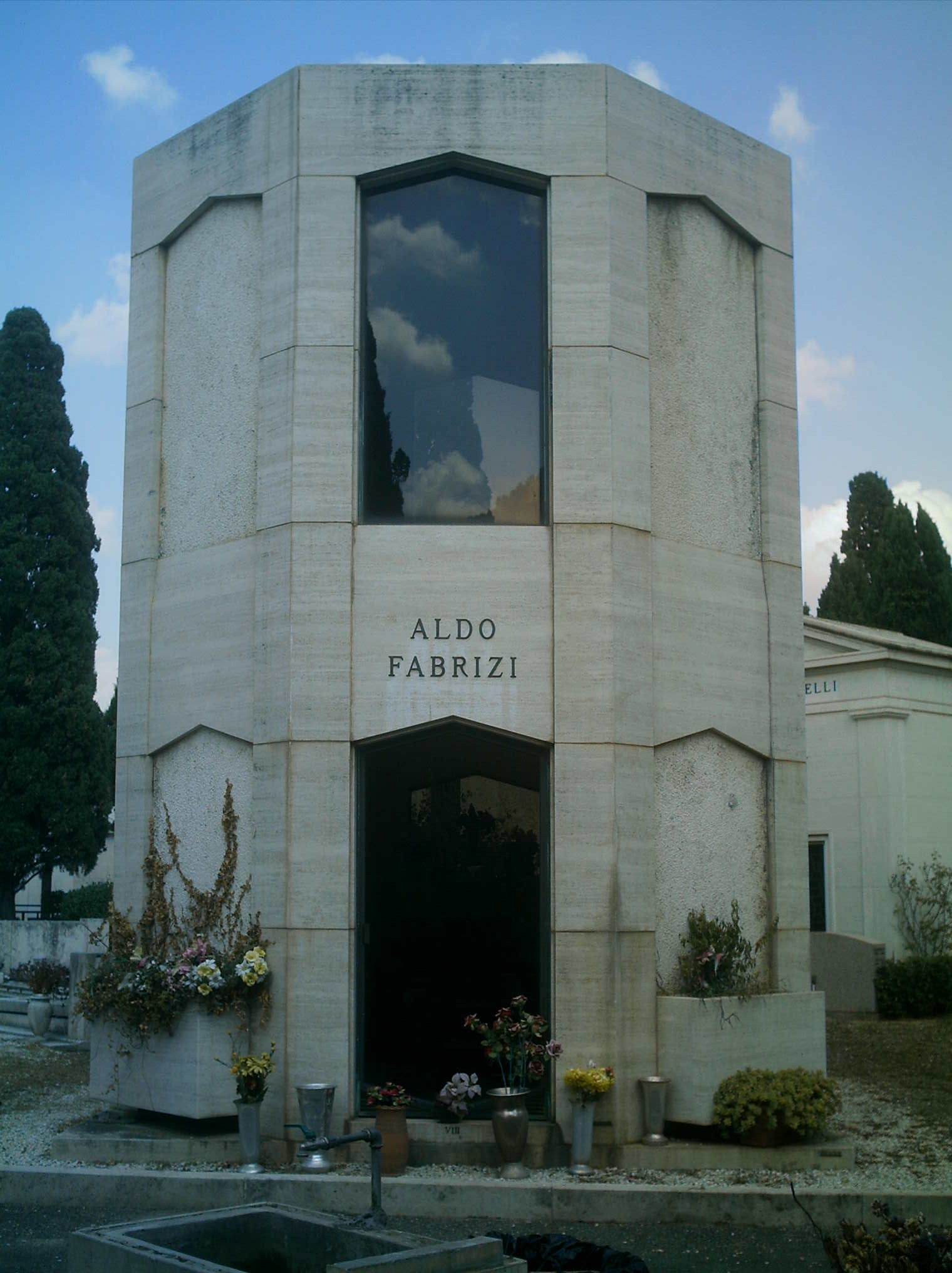
La tomba di Aldo Fabrizi al cimitero del Verano

## Vita privata
Fabrizi era sposato con Beatrice Rocchi (1904-1981), cantante di varietà molto nota negli anni venti col nome d'arte di Reginella, dalla quale ebbe due figli gemelli, Massimo (1932-2016) e Wilma Fabrizi. Abitava a Roma in via Arezzo, nel quartiere Nomentano, nello stesso edificio dell'amica Ave Ninchi. Coltivava l'hobby della gastronomia e sulla pasta e le sue tante e diverse ricette scrisse anche alcune poesie in dialetto romanesco. Scrisse nel 1979 anche una poesia dedicata al Re Umberto II di Savoia.

## Filmografia

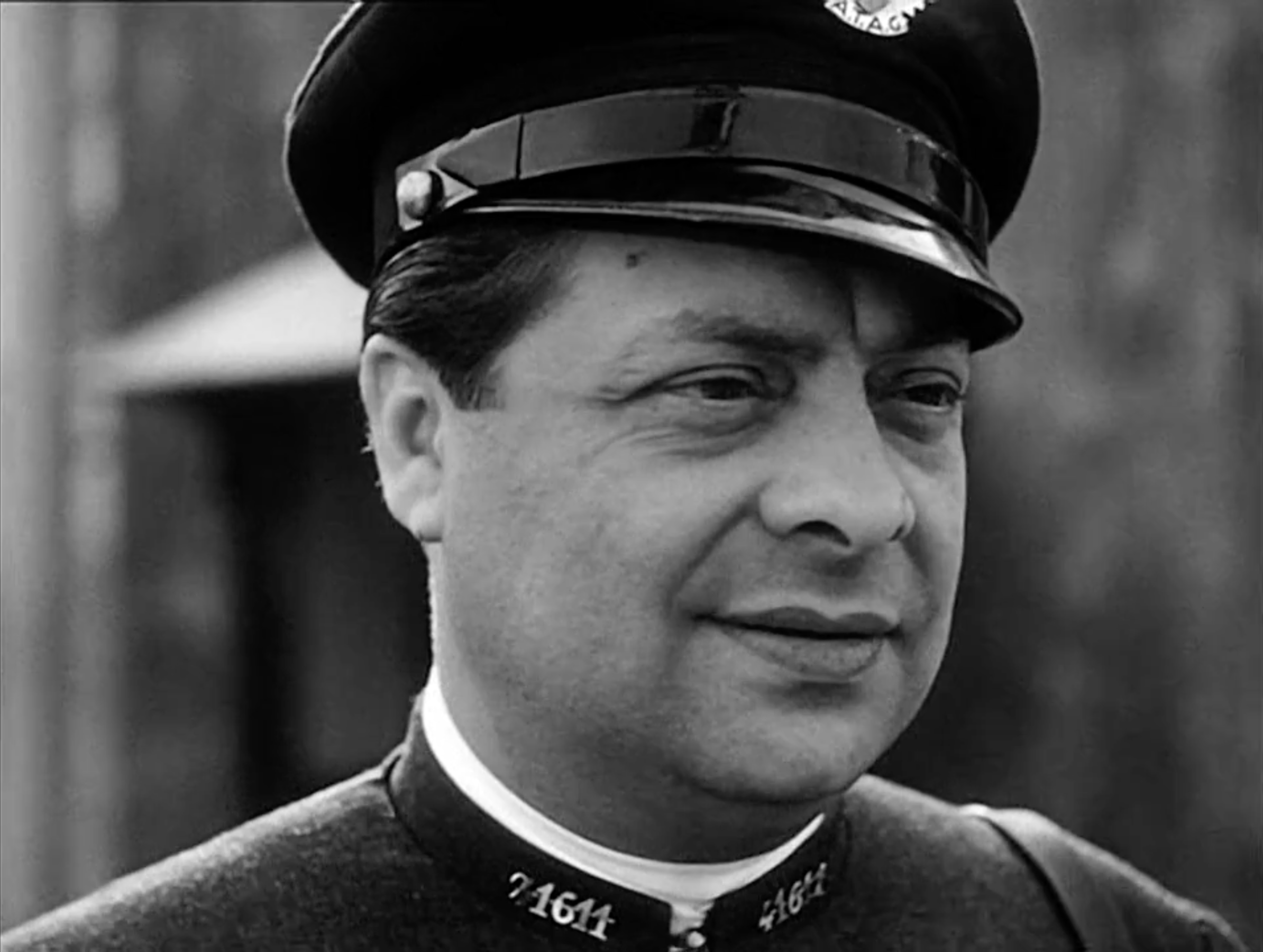
Aldo Fabrizi in Avanti c'è posto... (1942)

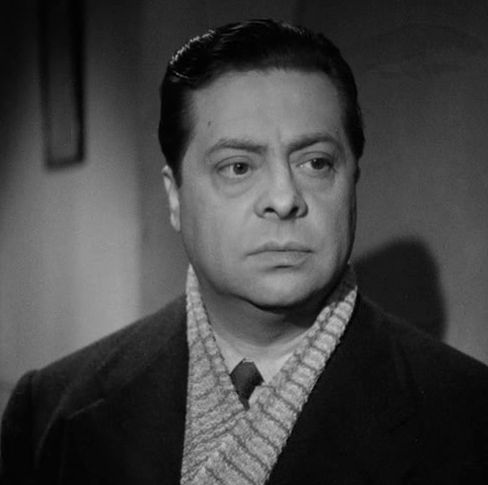
Aldo Fabrizi in Campo de' fiori (1943)

Aldo Fabrizi in Vivere in pace (1947)

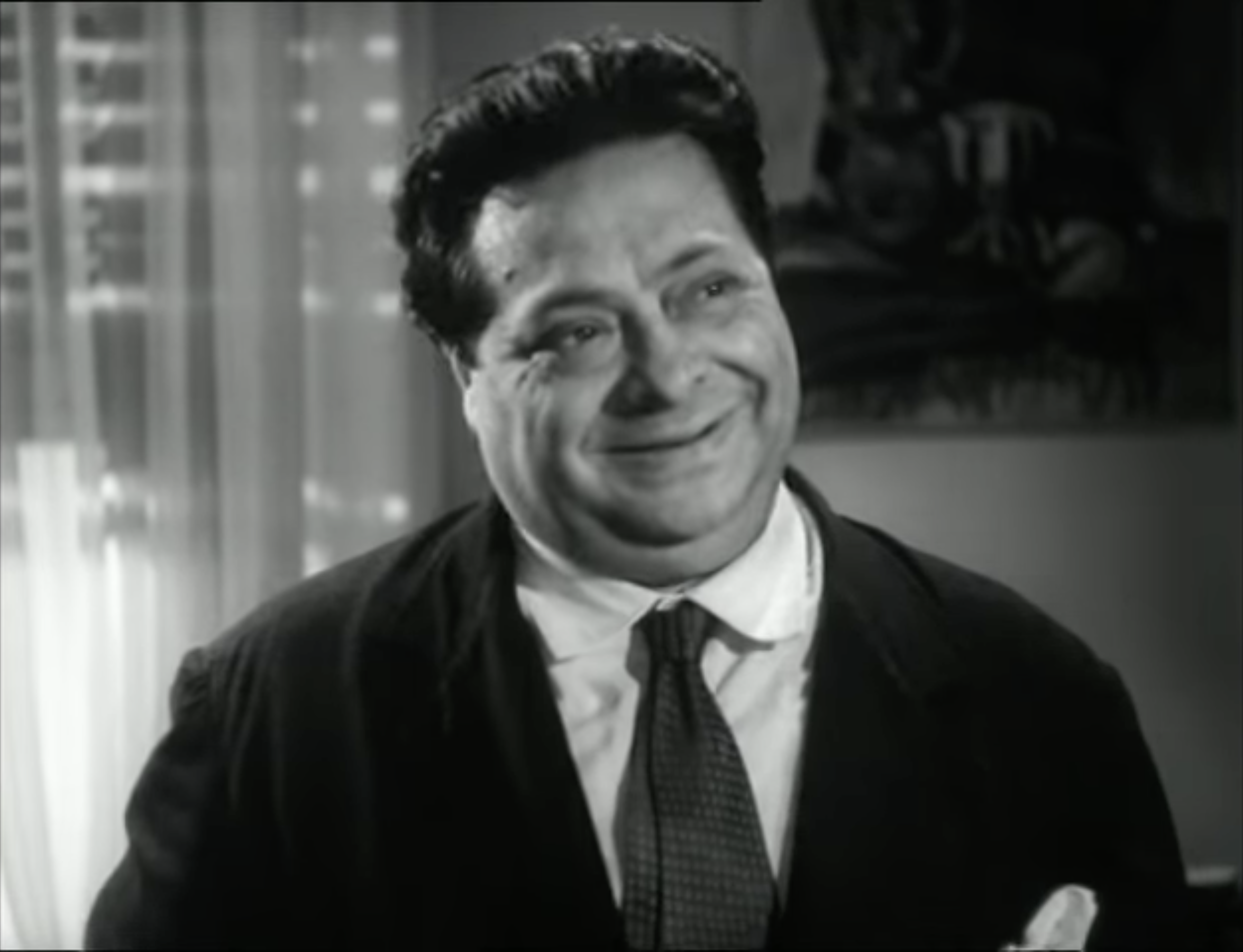
Aldo Fabrizi in La famiglia Passaguai (1951)

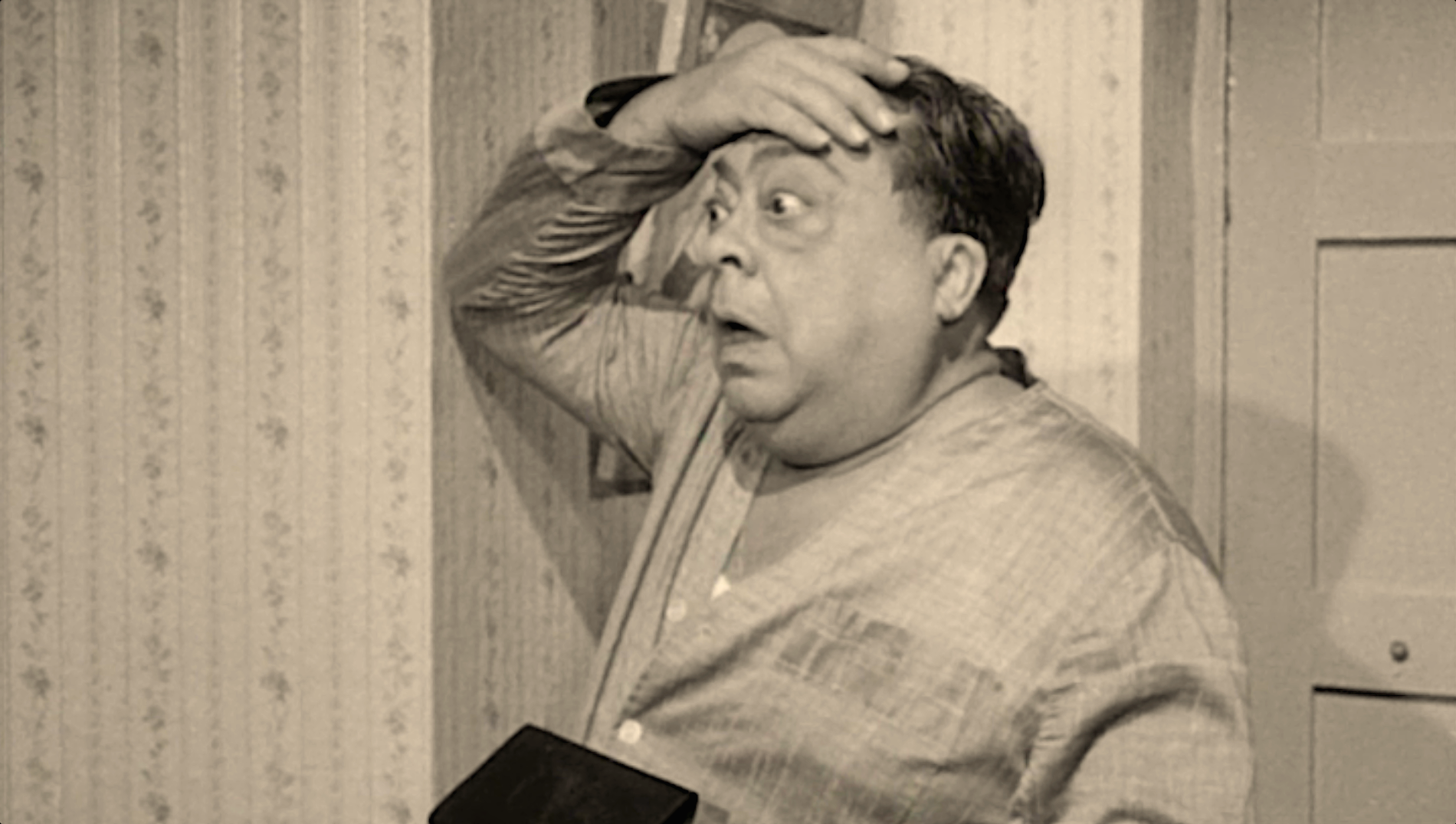
Aldo Fabrizi in Gli italiani e le donne (1962)

### Attore
- Avanti c'è posto..., regia di Mario Bonnard (1942)
- Campo de' fiori, regia di Mario Bonnard (1943)
- L'ultima carrozzella, regia di Mario Mattoli (1943)
- Circo equestre Za-bum (episodi Dalla finestra e Il postino), regia di Mario Mattoli (1944)
- Roma città aperta, regia di Roberto Rossellini (1945)
- Mio figlio professore, regia di Renato Castellani (1946)
- Vivere in pace, regia di Luigi Zampa (1947)
- Il delitto di Giovanni Episcopo, regia di Alberto Lattuada (1947)
- Tombolo, paradiso nero, regia di Giorgio Ferroni (1947)
- Natale al campo 119, regia di Pietro Francisci (1947)
- Emigrantes, regia di Aldo Fabrizi (1948)
- Antonio di Padova, regia di Pietro Francisci (1949)
- Vita da cani, regia di Steno e Monicelli (1950)
- Prima comunione, regia di Alessandro Blasetti (1950)
- Benvenuto reverendo!, regia di Aldo Fabrizi (1950)
- Francesco, giullare di Dio, regia di Roberto Rossellini (1950)
- La famiglia Passaguai, regia di Aldo Fabrizi (1951)
- Signori, in carrozza!, regia di Luigi Zampa (1951)
- Fiorenzo, il terzo uomo, regia di Stefano Canzio (1951)
- Tre passi a nord (Three Steps North), regia di William Lee Wilder (1951)
- Cameriera bella presenza offresi..., regia di Giorgio Pàstina (1951)
- Parigi è sempre Parigi, regia di Luciano Emmer (1951)
- Guardie e ladri, regia di Steno e Monicelli (1951)
- La famiglia Passaguai fa fortuna, regia di Aldo Fabrizi (1952)
- Cinque poveri in automobile, regia di Mario Mattoli (1952)
- Il carrettino dei libri vecchi, episodio di Altri tempi - Zibaldone n. 1, regia di Alessandro Blasetti (1952)
- Papà diventa mamma, regia di Aldo Fabrizi (1952)
- William Tell (The Story of William Tell), regia di Jack Cardiff (1953)
- Siamo tutti inquilini, regia di Mario Mattoli (1953)
- Una di quelle, regia di Aldo Fabrizi (1953)
- La voce del silenzio, regia di Georg Wilhelm Pabst (1953)
- L'età dell'amore, regia di Lionello De Felice (1953)
- Il più comico spettacolo del mondo, regia di Mario Mattoli (1953)
- Garibaldina, episodio di Cento anni d'amore, regia di Lionello De Felice (1954)
- Hanno rubato un tram, regia di Aldo Fabrizi (1954)
- Marsina stretta, episodio di Questa è la vita, regia di Aldo Fabrizi (1954)
- Cose da pazzi, regia di Georg Wilhelm Pabst (1954)
- Io piaccio, regia di Giorgio Bianchi (1955)
- I due compari, regia di Carlo Borghesio (1955)
- Carosello del varietà, regia di Aldo Quinti e Aldo Bonaldi (1955)
- Accadde al penitenziario, regia di Giorgio Bianchi (1955)
- I pappagalli, regia di Bruno Paolinelli (1955)
- Un po' di cielo, regia di Giorgio Moser (1955)
- Mi permette, babbo!, regia di Mario Bonnard (1956)
- Donatella, regia di Mario Monicelli (1956)
- Guardia, guardia scelta, brigadiere e maresciallo, regia di Mauro Bolognini (1956)
- Il maestro... (El maestro), regia di Aldo Fabrizi (1957)
- Festa di maggio (Premier mai), regia di Luis Saslavsky (1958)
- I prepotenti, regia di Mario Amendola (1958)
- Prepotenti più di prima, regia di Mario Mattoli (1959)
- I tartassati, regia di Steno (1959)
- Ferdinando Iº re di Napoli, regia di Gianni Franciolini (1959)
- Un militare e mezzo, regia di Steno (1960)
- La sposa bella (The Angel Wore Red), regia di Nunnally Johnson (1960)
- Totò, Fabrizi e i giovani d'oggi, regia di Mario Mattoli (1960)
- Gerarchi si muore, regia di Giorgio Simonelli (1961)
- Fra' Manisco cerca guai..., regia di Armando William Tamburella (1961)
- Le meraviglie di Aladino, regia di Mario Bava (1961)
- Twist, lolite e vitelloni, regia di Marino Girolami (1962)
- I 4 monaci, regia di Carlo Ludovico Bragaglia (1962)
- Chi la fa, l'aspetti, episodio di Gli italiani e le donne, regia di Marino Girolami (1962)
- L'uomo in bleu, episodio di I 4 tassisti, regia di Giorgio Bianchi (1963)
- I quattro moschettieri, regia di Carlo Ludovico Bragaglia (1963)
- Il giorno più corto, regia di Sergio Corbucci (1963)
- Das Feuerschiff, regia di Ladislao Vajda (1963)
- Totò contro i quattro, regia di Steno (1963)
- Made in Italy, regia di Nanni Loy (1965)
- 7 monaci d'oro, regia di Marino Girolami (1966)
- Tre morsi nella mela (Three Bites of the Apple), regia di Alvin Ganzer (1967)
- Cose di Cosa Nostra, regia di Steno (1971)
- La Tosca, regia di Luigi Magni (1973)
- C'eravamo tanto amati, regia di Ettore Scola (1974)
- I baroni, regia di Giampaolo Lomi (1975)
- Il ginecologo della mutua, regia di Joe D'Amato (1977)
- Nerone, regia di Castellacci e Pingitore (1977)
- Giovanni Senzapensieri, regia di Marco Colli (1986)

### Regista e attore
- Emigrantes (anche soggetto e sceneggiatura) (1948)
- Benvenuto reverendo! (anche produzione e sceneggiatura) (1950)
- La famiglia Passaguai (anche produzione e sceneggiatura) (1951)
- La famiglia Passaguai fa fortuna (anche produzione, soggetto e sceneggiatura) (1952)
- Papà diventa mamma (anche produzione e sceneggiatura) (1952)
- Una di quelle (anche produzione e sceneggiatura) (1953)
- Marsina stretta, episodio di Questa è la vita (anche sceneggiatura) (1954)
- Hanno rubato un tram (anche sceneggiatura) (1954)
- Il maestro... (El maestro) (anche soggetto e sceneggiatura) (1957)

## Teatro
- Hai fatto un affare, commedia di Aldo Fabrizi, Marcello Marchesi, Mario Mattoli, regia di Mattoli, Compagnia di Prosa Teatro Nostro, prima al Teatro Salone Margherita di Roma, il 14 settembre 1944[14]
- Roma città chiusa, con Aldo Fabrizi, Riccardo Billi, Chiaretta Gelli, Adriana Serra, Maria Donati, Alberto Rabagliati, Flora Torrigiani (1945).
- Rugantino, di Pietro Garinei, Sandro Giovannini, Pasquale Festa Campanile, Massimo Franciosa, Luigi Magni, musiche di Armando Trovajoli, Teatro Sistina, Roma, 15 dicembre 1962.

## Televisione
- La voce nel bicchiere, originale televisivo di Leopoldo Cuoco e Gianni Isidori, trasmessa il 18 gennaio 1961
- Speciale per noi (Programma Nazionale, 1971)
- Ah l'amore!, regia di Beppe Recchia (Secondo Programma, 1973)
- Milleluci (Programma Nazionale, 1974)
- Videocomic (Rai 2, dal 1988)
- Da Da Da (Rai 1, 2009-2019)

## Riconoscimenti
- David di Donatello
  - 1988 – David speciale

- Nastro d'argento
  - 1951 – Miglior attore protagonista per Prima comunione
  - 1975 – Miglior attore non protagonista per C'eravamo tanto amati

- Biennale di Venezia
  - 1947 – Premio per speciali meriti artistici per Il delitto di Giovanni Episcopo

## Doppiatori italiani
- Mario Besesti in Antonio di Padova

## Opere
- Lucciche ar sole. Poesie romanesche. Roma, Società poligrafica romana, 1928.
- Ci avete fatto caso?, Milano, Atlantis, 1942.
- Mezz'ora con Fabrizi, Milano, Atlantis, 1942.
- Volemose bene. 3 atti; Hai fatto un affare. 1 atto, con Mario Mattoli e Marcello Marchesi, Roma, Ariminum, 1944.
- La pastasciutta. Ricette nuove e considerazioni in versi, Milano, A. Mondadori, 1970.
- Nonna minestra. Ricette e considerazioni in versi, Milano, A. Mondadori, 1974.
- Nonno pane. Ricette e considerazioni in versi, Milano, A. Mondadori, 1980.
- Monologhi e macchiette, a cura di Maria Cielo Pessione, Roma, Theoria, 1994. ISBN 88-241-0392-8.
- Trilogia, a cura di Maria Cielo Pessione, Roma, Audino, 1995.
- Ciavéte fatto caso?, a cura di Marco Giusti, con VHS, Milano, Mondadori, 2002. ISBN 88-04-49221-X.